# 河谷鎮 (電視劇)
《河谷鎮》（英語：Riverdale）是一部改編自阿奇漫畫的美國青少年懸疑電視劇。2017年1月26日在The CW開播，並於Netflix進行全球同步播出；第2季於2017年10月11日開播；2018年4月2日，獲The CW第3季續訂，於2018年10月首播；2019年1月31日，獲The CW第4季續訂。

## 故事
背景設定在一個虛構的小鎮－河谷鎮，以亞契等青少年為中心，講述年輕一代，除了要面對正值青春期的愛戀、性、學業及家庭，同時還捲入這座看似平靜無害、背地裡卻波濤洶湧的小鎮之晦暗的秘密，每個人都不如表面那般單純，實際上卻充滿危險，而每具屍體，也都將為他們揭開河谷鎮最黑暗又不為人知的故事……

## 演员
| 演員                   | 角色            | 登場季數        | 登場季數        | 登場季數        | 登場集數 |
| 演員                   | 角色            | 1               | 2               | 3               | 登場集數 |
| 主要角色               | 主要角色        | 主要角色        | 主要角色        | 主要角色        | 主要角色 |
| ---------------------- | --------------- | --------------- | --------------- | --------------- | -------- |
| K·J·阿帕               | 亞契·安德魯斯   | 主演            | 主演            | 主演            | 14       |
| 莉莉·萊茵哈特          | 貝蒂·庫珀       | 主演            | 主演            | 主演            | 14       |
| 卡蜜拉·曼德斯          | 薇蘿妮卡·洛奇   | 主演            | 主演            | 主演            | 14       |
| 科爾·斯普羅斯          | 賈格赫德·瓊斯   | 主演            | 主演            | 主演            | 14       |
| 瑪莉索·尼可斯          | 赫麥妮·洛奇     | 主演            | 主演            | 主演            | 14       |
| 瑪德蘭·派茲曲          | 雪柔·布羅森     | 主演            | 主演            | 主演            | 13       |
| 艾希莉·莫瑞            | 嬌西·麥寇伊     | 主演            | 主演            | 主演            | 8        |
| 瑪德甄·艾美克          | 愛麗絲·庫珀     | 主演            | 主演            | 主演            | 13       |
| 盧克·派瑞              | 佛瑞德·安德魯斯 | 主演            | 主演            | 主演            | 14       |
| 凱西·柯特              | 凱文·凱勒       | 常設            | 主演            | 主演            | 14       |
| 斯基特·烏爾里奇        | F·P·瓊斯        | 常設            | 主演            | 主演            | 8        |
| 馬克·康蘇維洛          | 海拉姆·洛奇     | Does not appear | 主演            | 主演            | 1        |
| 羅斯·巴特勒            | 雷吉·曼托       | 常設            | Does not appear | Does not appear | 7        |
| 查爾斯·梅爾頓          | 雷吉·曼托       | Does not appear | 常設            | 主演            | 1        |
| 凡妮莎·摩根            | 東妮·托培茲     | Does not appear | 常設            | 主演            | 8        |
| 常設演員               |                 |                 |                 |                 |          |
| 馬丁·康明斯            | 湯姆·凱勒       | 常設            | 常設            | 常設            | 11       |
| 蘿蘋·吉文斯            | 喜亞拉·麥寇伊   | 常設            | 常設            | 常設            | 7        |
| 娜塔莉·鮑特            | 潘妮洛普·布羅森 | 常設            | 常設            | 常設            | 12       |
| 勞區·繆洛              | 海爾·庫珀       | 常設            | 常設            | 客串            | 12       |
| 彼得·布萊恩特          | 瓦多·威瑟比     | 常設            | 常設            | 常設            | 6        |
| 喬丹·卡洛威            | 查克·克萊頓     | 常設            | 常設            | Does not appear | 3        |
| 梅傑·柯達              | 迪爾頓·多利     | 常設            | 常設            | 客串            | 2        |
| 莎拉·哈寶              | 潔若婷·格蘭迪   | 常設            | 客串            | Does not appear | 5        |
| 雪農·波瑟              | 艾瑟兒·馬格斯   | 常設            | 常設            | 常設            | 3        |
| 艾莎·布朗菲爾德        | 梅樂蒂·維倫坦   | 常設            | 常設            | Does not appear | 10       |
| 巴克禮·荷蒲            | 柯利弗·布羅森   | 常設            | 客串            | Does not appear | 11       |
| 柯林·勞倫斯            | 佛洛伊德·克萊頓 | 常設            | 客串            | Does not appear | 4        |
| 媞亞拉·史科夫拜        | 波麗·庫珀       | 常設            | 常設            | 常設            | 7        |
| 羅伯·拉科              | 華金·迪桑托斯   | 常設            | 客串            | 常設            | 5        |
| 寇帝·奇爾斯利          | 慕斯·梅森       | 常設            | 常設            | 常設            | 8        |
| 湯姆·麥克畢思          | 史密瑟斯        | 常設            | 客串            | 客串            | 5        |
| 凱特琳·米歇爾-馬科維奇 | 金潔·洛佩茲     | 常設            | Does not appear | Does not appear | 7        |
| 奧莉薇雅·萊恩·史鄧     | 緹娜·帕提爾     | 常設            | Does not appear | Does not appear | 6        |
| 阿爾文·山德斯          | 泰特老爸        | 常設            | 常設            | 常設            | 7        |
| 崔佛·史坦斯            | 傑森·布羅森     | 常設            | 客串            | Does not appear | 11       |
| 阿戴因·布萊德利        | 崔夫·布朗       | 常設            | Does not appear | Does not appear | 2        |
| 布莉特·摩根            | 潘妮·皮巴迪     | Does not appear | 常設            | 常設            |          |
| 格拉漢姆·菲利浦斯      | 尼克·聖·克萊爾  | Does not appear | 常設            | Does not appear |          |
| 哈特·丹頓              | 奇克·庫珀       | Does not appear | 常設            | Does not appear |          |

### 主要角色
- K·J·阿帕 飾演 “亞契”伯德·安德魯斯（Archibald "Archie" Andrews）

高中二年級生，擁有一頭紅髮又稚氣的英俊男孩，在暑期為父親工作後，他變得更加強壯、更吸引人。周旋在許多女孩之間，同時得面對父親與橄欖球教練對他的期望和他所想追逐的音樂夢產生之衝突。夏天過後，他暗藏著不只一個黑暗秘密，甚至是非常可怕的秘密。曾與薇蘿妮卡交往，並受其父親控制，在第三季與薇蘿妮卡分手，但在季尾再度復合。
- 莉莉·萊茵哈特 飾演 伊莉莎白·“貝蒂”·庫珀（Elizabeth "Betty" Cooper）

金髮碧眼的高二生，充滿親和力與智慧的鄰家女孩，一直暗戀著好友亞契。品學兼優的她，厭倦了「完美」的標籤，於是新好友薇蘿妮卡則成了她學習的對象。有著情緒化的控制慾母親以及哥德風的姊姊，同時成功地加入了夢寐以求的啦啦隊，但這一切將不如想像中順利。曾喜歡亞契但未能順利交往，現與賈格赫德交往中。
- 卡蜜拉·曼德斯 飾演 薇蘿妮卡·洛奇（Veronica Lodge）

在家族遭逢醜聞後，與母親自紐約搬往河谷鎮，是個聰明、有自信又時尚的拉丁裔女孩。曾是個刻薄的壞女孩，但失去一切的她，決定從關心朋友做起，重新塑造一個更善良的自己，在老爹餐廳下經營“午夜俱樂部”，並開啟屬於自己的事業。現與亞契交住中。
- 科爾·斯普羅斯 飾演 佛塞·賈格赫德·瓊斯三世（英语：Jughead Jones）

一名充滿哲學的男孩，喜愛撰寫河谷鎮的相關報導及文章。是亞契的摯友，曾經吵翻過，後和好，現和貝蒂交往中。曾因父親入獄問題轉學到南方高中，進而認識南方蛇成員們，兩校合併後又回到河谷鎮高中，並在第二季代替其父成為南方蛇領導。
- 瑪莉索·尼可斯（英语：Marisol Nichols） 飾演 赫麥妮·洛奇（英语：Hermione Lodge）

薇蘿妮卡的上流母親，在丈夫遭逢醜聞坐牢後，與女兒重返河谷鎮，期望能和薇蘿妮卡展開新生活。在丈夫出獄後擔任其助手的角色，並在第二季勝選河谷鎮鎮長。
- 瑪德蘭·派茲曲（英语：Madelaine Petsch） 飾演 雪柔·布羅森（英语：Cheryl Blossom）

喜愛製造混亂、有權有勢的富家千金，因一件神秘事故，致使她失去了攣生兄弟傑森。在第二季中認識托妮，兩人從好友關係進階為戀人，也因此而加入南方蛇。在托妮退出南方蛇後，她在學校組成了新組織，名為“蛇蠍美人”，意為成員在白天是美人，晚上則為蛇蠍。
- 艾希莉·莫瑞（英语：Ashleigh Murray） 飾演 嬌瑟芬·“嬌西”·麥寇伊（英语：Josie and the Pussycats (comics)）

是個絢麗、狡猾又具野心的女孩，為小貓少女隊的主唱。
- 瑪德甄·艾美克（英语：Mädchen Amick） 飾演 愛麗絲·庫珀（英语：Families of Archie's Gang）

當地報社編輯，貝蒂的母親。完美主義的她，對貝蒂有著極高的期望，即使這對貝蒂來說是種壓力，同時非常憎恨“帶壞”大女兒波麗的布羅森家族。
- 盧克·派瑞 飾演 “佛瑞德”里克·安德魯斯（英语：Families of Archie's Gang）

亞契的父親，擁有一間建築事務所。一心希望亞契能夠藉橄欖球隊加分進入大學，好在未來接管家族企業。第一季末在餐館被人槍殺，第二季初，經搶救後，昏迷甦醒。
- 凱西·柯特 飾演 凱文·凱勒（英语：Kevin Keller (comics)）

一名公開出櫃的高中生，貝蒂的閨蜜，河谷鎮警長之子。
- 斯基特·烏爾里奇 飾演 佛塞·潘得頓·瓊斯二世（英语：Families of Archie's Gang）

河谷鎮邊境犯罪集團南方蛇的領導，賈格赫德的父親，在高中時期曾和愛麗絲拍拖，現將南方蛇領導之位傳給賈格赫德。
- 馬克·康蘇維洛（英语：Mark Consuelos） 飾演 海拉姆·洛奇（英语：Hiram Lodge）

薇蘿妮卡的父親，相當有權利及地位的富商。曾遭逢醜聞而坐牢，在出獄後因女兒和亞契的交往而試圖控制亞契成為自己的部下，進而演變成控制整個河谷鎮。
- 羅斯·巴特勒（英语：Ross Butler (actor)）／查爾斯·梅爾頓 飾演 “雷吉”諾德·曼托（英语：Reggie Mantle）

亞契的好友兼勁敵，河谷鎮高中橄欖球員，是鎮上好惡作劇的男孩。在第三季中成為薇蘿妮卡經營的俱樂部的助手。
- 凡妮莎·摩根（英语：Vanessa Morgan） 飾演 東妮·托培茲（英语：Toni Topaz）

在南方高中認識賈格赫德，南方蛇一員。兩人在熟識過程中因賈格赫德與貝蒂感情的變故而意外一吻，但在之後其表示自己較喜歡和女生相處，才沒有進一步的關係。轉學到河谷鎮高中後認識雪柔，兩人從好友進階為戀人。在退出南方蛇後，加入雪柔組成的新組織“蛇蠍美人”。

### 常設角色
- 阿戴因·布萊德利（Adain Bradley） 飾演 崔夫·布朗（Trev Brown）薇樂麗的弟弟。
喬丹·卡洛威（英语：Jordan Calloway） 飾演 查克·克萊頓（英语：Chuck Clayton）

河谷鎮高中明星橄欖球員。
- 馬丁·康明斯（英语：Martin Cummins） 飾演 湯姆·凱勒（Tom Keller）

河谷鎮警長，凱文的父親。學生時期曾和喜亞拉交往，離婚後重新開始拍拖。在因戀情而卸任警長後，與喜亞拉再婚。
- 梅傑·柯達（英语：Major Curda） 飾演 迪爾頓·多利（英语：Dilton Doiley）

鎮上童子軍的領導人。
- 蘿蘋·吉文斯（英语：Robin Givens） 飾演 喜亞拉·麥寇伊（Sierra McCoy）

河谷鎮鎮長，嬌西的母親。學生時期曾和湯姆交往，離婚後重新開始拍拖。在因戀情而卸任鎮長後，與湯姆再婚。
- 莎拉·哈寶（英语：Sarah Habel） 飾演 潔若婷·格蘭迪（英语：Miss Grundy）

本名：珍妮佛·吉布森（Jennifer Gibson），河谷鎮高中年輕的音樂教師，與亞契在暑期發生了一段師生戀。在第二季第一集末被黑兜帽殺害。
- 雪農·波瑟 飾演 艾瑟兒·馬格斯（英语：Ethel Muggs）

- 娜塔莉·鮑特（英语：Nathalie Boltt） 飾演 潘妮洛普·布羅森（英语：Families of Archie's Gang）

雪柔與傑森的母親，擅長種植植物，甚至是能製造成毒藥的有毒植物。曾在瑰刺莊園大火中遭雪柔陷害而三度灼傷住院，在丈夫上吊身亡後成為妓女。
- 艾莎·布朗菲爾德（Asha Bromfield） 飾演 梅樂蒂·維倫坦（英语：Josie and the Pussycats (comics)）

小貓少女隊的鼓手。
- 彼得·布萊恩特（英语：Peter James Bryant） 飾演 瓦多·威瑟比（英语：Mr. Weatherbee）

河谷鎮高中校長。
- 巴克禮·荷蒲（英语：Barclay Hope） 飾演 柯利弗·布羅森（英语：Families of Archie's Gang）

雪柔與傑森的父親。殺死傑森的兇手，因傑森發現家族有販毒，而殺人滅口。事情曝光後自殺，但其自殺疑似和妻子潘妮洛普有關。
- 海莉·羅（Hayley Law） 飾演 薇樂麗·布朗（英语：Josie and the Pussycats (comics)）

小貓少女隊的作曲家、貝斯手兼助唱。
- 柯林·勞倫斯（英语：Colin Lawrence） 飾演 佛洛伊德·克萊頓（英语：List of Archie Comics characters）

河谷鎮鬥牛犬橄欖球隊教練，查克的父親。
- 勞區·繆洛 飾演 海爾·庫珀（英语：Families of Archie's Gang）

貝蒂與波麗的父親，愛麗絲的丈夫，和妻子一同在報社工作。在第二季成為黑兜帽後暗殺無數人，甚至是控制自己的女兒，在被揭發後而入獄。
- 媞亞拉·史科夫拜（英语：Tiera Skovbye） 飾演 波麗·庫珀（英语：Families of Archie's Gang）

貝蒂的姊姊，愛麗絲與海爾的大女兒，懷有傑森的孩子。生下孩子後到“農場”居住，並成為他們的一員。
- 羅伯·拉科（Rob Raco） 飾演 華金·迪桑托斯（Joaquin DeSantos）

南方蛇最年輕的成員，與凱文曖昧，後遭暗殺。
- 寇帝·奇爾斯利（Cody Kearsley） 飾演 馬默杜克·慕斯·梅森（英语：Moose Mason）

亞契的好友，未出櫃的雙性戀者，與凱文曖昧。
- 湯姆·麥克畢思（英语：Tom McBeath） 飾演 史密瑟斯（英语：List of Archie Comics characters）

洛奇家的管家。
- 凱特琳·米歇爾-馬科維奇（Caitlin Mitchell-Markovitch） 飾演 金潔·洛佩茲（英语：List of Archie Comics characters）

雪柔的好友之一。
- 奧莉薇雅·萊恩·史鄧（Olivia Ryan Stern） 飾演 緹娜·帕提爾（英语：List of Archie Comics characters）

印度裔版的薇蘿妮卡，雪柔的好友之一。
- 阿爾文·山德斯（英语：Alvin Sanders） 飾演 泰特老爸（英语：List of Archie Comics characters）

河谷鎮餐廳所有人。
- 崔佛·史坦斯（英语：Trevor Stines） 飾演 傑森·布羅森（英语：Families of Archie's Gang）

雪柔的攣生兄弟，在河邊遭到謀殺。
- 布莉特·摩根（英语：Brit Morgan） 飾演 潘妮·皮巴迪（Penny Peabody）

如蛇蠍般的女子，協助南方蛇遊走法律邊緣的律師，在退出南方蛇後加入食屍鬼。
- 格拉漢姆·菲利浦斯 飾演 尼克·聖·克萊爾（Nick St. Clair）

薇蘿妮卡的前男友兼紐約學校同窗。是個披著羊皮的狼，擁有黑暗的慾望與無盡的特權感。他的出現將威脅亞契與薇蘿妮卡的關係，並導致他人陷入危險。
- 哈特·丹頓（Hart Denton） 飾演 奇克·庫珀（英语：Families of Archie's Gang）

愛麗絲在高中時生下的兒子，由他人領養。

## 集數
| 季數 | 集数 | 集数 | 首播日期       | 首播日期      | 排名 | 平均收視人數 （百萬inc. DVR） |
| 季數 | 集数 | 集数 | 首映           | 季终          | 排名 | 平均收視人數 （百萬inc. DVR） |
| ---- | ---- | ---- | -------------- | ------------- | ---- | ----------------------------- |
| 1    | 13   | 13   | 2017年1月26日  | 2017年5月11日 | 154  | 1.69                          |
| 2    | 22   | 22   | 2017年10月11日 | 2018年5月16日 | 173  | 2.11                          |
| 3    | 22   | 22   | 2018年10月10日 | 2019年5月15日 | 166  | 1.74                          |
| 4    | 19   | 19   | 2019年10月9日  | 2020年5月6日  | 122  | 1.35                          |
| 5    | 19   | 19   | 2021年1月20日  | 2021年10月6日 | 145  | 1.01                          |
| 6    | 22   | 22   | 2021年11月16日 | 2022年7月31日 | 待定 | 待定                          |
| 7    | 待定 | 待定 | 2023年3月29日  | 2023年8月23日 | 待定 | 待定                          |

## 製作

### 開發與製作

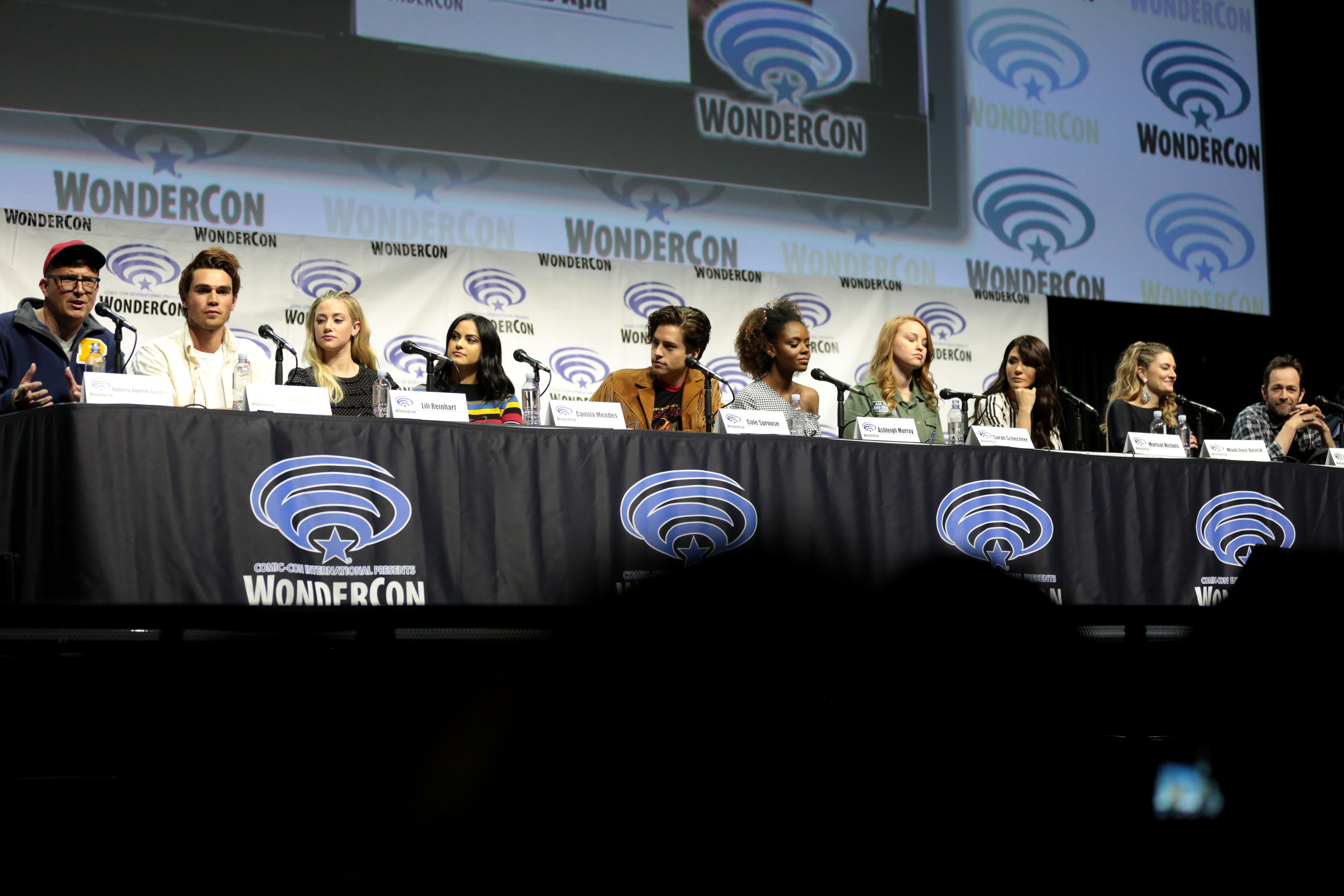
主創羅伯托·阿吉雷-薩卡薩（左起）與主要演員K·J·阿帕、莉莉·萊茵哈特、卡蜜拉·曼德斯、寇爾·史普洛茲、艾希莉·莫瑞、莎拉·謝希特（製作人）、瑪莉索·尼可斯、瑪德甄·艾美克與盧克·派瑞

2013年，華納兄弟預計開發《阿奇漫畫》電影版，由羅伯托·阿吉雷-薩卡薩執筆、傑森·摩爾執導，並將以約翰·休斯風格呈現，林暐與羅伊·李則擔任製作人，但華納兄弟後來放棄電影計畫，改開發電視劇版本。
2014年10月23日，成功將DC漫畫旗下作品改編成電視劇《綠箭俠》、《閃電俠》與《女超人》等的葛瑞格·貝蘭提，將為FOX開發取材自阿奇漫畫的《河谷鎮》，並由阿奇漫畫首席創意官阿吉雷-薩卡薩執筆、貝蘭提製作公司與華納兄弟電視公司共同製作，阿吉雷-薩卡薩亦將與貝蘭提、莎拉·謝希特（Sarah Schechter）與阿奇漫畫CEO強·戈瓦特（Jon Goldwater）共同擔任執行製作。劇名取自漫畫角色所居住的虛構小鎮，故事設定在現代，並探索這座看似平靜無害的小鎮，其背後所暗藏的晦暗秘密。登場的漫畫角色有亞契·安德魯斯、鄰家女孩貝蒂·庫珀以及富有的社交名媛薇蘿妮卡·洛奇，劇情將聚焦這剪不斷、理還亂的三角戀人物，其他亦有亞契的勁敵雷吉·曼托、摯友賈格赫德·瓊斯以及受歡迎的同性戀角色凱文·凱勒等，隸屬阿奇漫畫的《嬌西少女隊》角色亦將於本劇登場。
2015年7月10日，宣布本劇將自FOX移往至The CW，阿吉雷-薩卡薩說道：「當葛瑞格與我開始討論把這些角色帶入真實生命後，我們的第一個想法是認為The CW會是他們更好的家。」
2016年1月29日，The CW宣布預訂本劇試播集。5月12日，The CW正式宣布系列預訂本劇，並將作為2016年－2017年電視季度新劇首播，而試播集係由李·托蘭德·克萊格執導。
2017年3月7日，The CW宣布續訂第2季。2018年4月2日，The CW宣布續訂第3季。

### 選角
2016年2月9日，宣布《男人成長錄》莉莉·萊茵哈特與迪士尼原創系列《小查與寇弟的頂級生活》寇爾·史普洛茲加入試播集主演陣容，分別飾演甜美的貝蒂·庫珀以及賈格赫德·瓊斯。2月24日，宣布《飛越比佛利》盧克·派瑞加入合演群，飾演亞契的父親佛瑞德·安德魯斯；經歷四個月的全球選角，出身自紐西蘭的18歲男星K·J·阿帕脫穎而出，成為主角亞契·安德魯斯的扮演者；艾希莉·莫瑞將飾演小貓少女隊的主唱嬌西·麥寇伊；至於瑪德蘭·派茲曲則飾演惡角雪柔·布羅森。2月27日，宣布卡蜜拉·曼德斯加入主演群，飾演薇蘿妮卡·洛奇。3月3日，宣布《24反恐任務》瑪莉索·尼可斯將飾演薇蘿妮卡的貴婦母親赫麥妮·洛奇。3月4日，宣布《雙峰》瑪德甄·艾美克將飾演貝蒂的完美主義母親愛麗絲·庫珀。
2016年3月12日，宣布新人凱西·柯特將飾演阿奇漫畫宇宙中，首位公開出櫃的同性戀者凱文·凱勒。8月30日，宣布《怪奇物語》雪農·波瑟將飾演在漫畫中與賈格赫德發展情愫的艾瑟兒·馬格斯，但在劇集中，她將會和一個完全不同風格的人物相戀。9月28日，證實《驚聲尖叫》斯基特·烏爾里奇將客串本劇，其飾演之角色與河谷鎮的主要居民有著一段歷史，同時與佛瑞德關係不睦，亦和賈格赫德有著既特別又神秘的關係，而這將是同樣身為90年代青少年偶像的派瑞與烏爾里奇首度同台演出。10月10日，宣布《三藩小時代》勞爾·卡斯提洛加入常設演員陣容，飾演一名來自紐約的知名作曲家奧斯卡。12月14日，宣布《提高期望》茉莉·林瓦德將擔綱常設演員，飾演亞契的母親梅莉·安德魯斯。
2017年4月24日，宣布馬克·康蘇維洛將在第2季飾演薇蘿妮卡的父親海拉姆·洛奇。隔日，主創阿吉雷-薩卡薩表示由於飾演雷吉的羅斯·巴特勒尚有其他作品（《漢娜的遺言》），礙於第2季將提升雷吉的戲份，巴特勒恐無法回歸參演，因此該角將重新選角。5月12日，宣布飾演凱文的凱西·柯特將在第2季被提升為主要演員，而查爾斯·梅爾頓（Charles Melton）將代替巴特勒成為雷吉的新飾演者。6月1日，宣布飾演賈格赫德神秘的父親F·P·瓊斯的斯基特·烏爾里奇，將於第2季被提升為主演。6月26日，阿奇漫畫在官方Twitter上證實茉莉·林瓦德將參與第2季。7月14日，宣布《噬血真愛》布莉特·摩根將飾演一名蛇蠍美人潘妮·皮巴迪。8月11日，宣布《傲骨賢妻》格拉漢姆·菲利浦斯將在第2季登場2集，飾演薇蘿妮卡的前男友尼克·聖·克萊爾。10月6日，宣布哈特·丹頓（Hart Denton）將飾演貝蒂未知的哥哥奇克·庫珀。

### 漫畫改編
隨著電視劇的推廣，阿奇漫畫有意製作改編自本劇的同名漫畫，以輔助電視劇的敘事。改編漫畫將由阿吉雷-薩卡薩親自主導，本劇的其他編劇亦將一同參與。2017年3月，阿奇漫畫釋出了由阿莉莎·馬丁奈茲繪製的首部短篇漫畫，並在4月釋出第一集內容。
除了改編漫畫，阿奇漫畫亦發行了一系列名為《河谷鎮之路》的圖文小說。內容聚焦《全新河谷鎮》重啟故事線的早前事件，向電視劇觀眾介紹漫畫系列的靈感。阿奇漫畫計畫在數月後，重新印刷《河谷鎮之路》為一系列摘要雜誌，首刊已於2017年3月發行。

## 評價
本劇獲得電視影評家廣泛的好評。於爛番茄整合的評論中，第1季獲得88%的新鮮度、平均得分7.27/10（53名評論家），評論家共識：「《河谷鎮》以驚人的自我意識重塑經典原著之詭譎、怪異、大膽，並讓人上癮。」於Metacritic整合的評論中，則獲得了68分（滿分100；36名評論家），屬普遍的好評。
第2季於爛番茄整合的評論中，獲得84%的新鮮度、平均得分7.58/10（14名評論家），評論家共識：「《河谷鎮》以怪異的新謀殺案進入第2季，持續提升青少年通俗劇的荷爾蒙元素。」
評論家前十大電視節目排名
| 2017 |
| --- |
| - No. 10 影音俱樂部（瑪拉·伊肯） - No. 5 BuddyTV - No. 7 Complex - No. 7 Deadline（新劇） - No. 4 猴子戰鬥機器人 - No. 6 The Ringer - No. 9 TV by the Numbers - No. 9 TVLine（劇情類） - – PopCrush - – Vogue - – 仙境雜誌 |

## 獎項
| 年度 | 大獎          | 獎項                                       | 入圍者                         | 結果 |
| ---- | ------------- | ------------------------------------------ | ------------------------------ | ---- |
| 2017 | 土星獎        | 最佳動作／驚悚電視影集獎                   | 最佳動作／驚悚電視影集獎       | 獲獎 |
| 2017 | 土星獎        | 電視影集最佳年輕演員獎                     | K·J·阿帕                       | 提名 |
| 2017 | 青少年選擇獎  | 電視選擇獎：劇情類                         | 電視選擇獎：劇情類             | 獲獎 |
| 2017 | 青少年選擇獎  | 電視選擇獎：表現突出節目                   | 電視選擇獎：表現突出節目       | 獲獎 |
| 2017 | 青少年選擇獎  | 電視選擇獎：劇情類男演員                   | 科爾·斯普羅斯                  | 獲獎 |
| 2017 | 青少年選擇獎  | 電視選擇獎：表現突出明星                   | K·J·阿帕                       | 提名 |
| 2017 | 青少年選擇獎  | 電視選擇獎：表現突出明星                   | 莉莉·萊茵哈特                  | 獲獎 |
| 2017 | 青少年選擇獎  | 電視選擇獎：最佳組合                       | 莉莉·萊茵哈特 ＆ 寇爾·史普洛茲 | 獲獎 |
| 2017 | 青少年選擇獎  | 電影與電視選擇獎：搶鏡演員                 | 卡蜜拉·曼德斯                  | 獲獎 |
| 2017 | 青少年選擇獎  | 電影與電視選擇獎：怒火戲                   | 瑪德蘭·派茲曲                  | 獲獎 |
| 2017 | 利奧獎        | 最佳劇情類影集製作設計獎                   | 泰勒·哈倫（集數：試播集）      | 提名 |
| 2017 | IGN獎         | 最佳新影集獎                               | 最佳新影集獎                   | 提名 |
| 2017 | IGN人民選擇獎 | 最佳新影集獎                               | 最佳新影集獎                   | 提名 |
| 2018 | 道林獎        | 年度Campy電視節目獎                        | 年度Campy電視節目獎            | 提名 |
| 2018 | 青年演藝人獎  | 最佳客串青年女演員獎－電視影集（13歲以下） | 卡丹絲·羅奇                    | 提名 |
| 2018 | MTV影視大獎   | 最佳節目獎                                 | 最佳節目獎                     | 提名 |
| 2018 | MTV影視大獎   | 最佳接吻獎                                 | 卡蜜拉·曼德斯 ＆ K·J·阿帕      | 提名 |
| 2018 | MTV影視大獎   | 搶鏡獎                                     | 瑪德蘭·派茲曲                  | 獲獎 |
| 2018 | 土星獎        | 最佳動作／驚悚電視影集獎                   | 最佳動作／驚悚電視影集獎       | 提名 |
| 2018 | 土星獎        | 電視影集最佳年輕演員獎                     | 寇爾·史普洛茲                  | 提名 |
| 2018 | 土星獎        | 電視影集最佳年輕演員獎                     | K·J·阿帕                       | 提名 |
| 2018 | 土星獎        | 電視影集最佳年輕演員獎                     | 莉莉·萊茵哈特                  | 提名 |

## 節目的變遷
| 香港ViuTVsix | 香港ViuTVsix               | 香港ViuTVsix |
| ------------ | -------------------------- | ------------ |
|              | 第一季 （2019年8月6日 - ） |              |
| —            | —                          |              |

## 衍生劇
2017年9月20日，華納兄弟電視公司正與貝蘭提製作公司合作推出新的The CW電視劇，計劃於2018－19年美國電視季開播。該劇改編自漫畫《莎賓娜的顫慄冒險》，並包含著阿奇漫畫人物少女魔法師，該劇將做為《河谷鎮》的衍生劇。試播集由李·托蘭德·克萊格執導，羅伯托·阿吉雷-薩卡薩編劇，葛瑞格·貝蘭提、莎拉·謝希特和強·戈瓦特也都將擔任執行製片人。2017年12月1日，宣布該劇將轉由Netflix播映，劇名未定，而Netflix也一口氣預訂了兩季，每季共10集。

## 外部連結
- 官方网站（英文）
- 互联网电影数据库（IMDb）上《河谷鎮》的资料（英文）
- 在Netflix上觀看《河谷鎮》